# Redefin
Redefin település Németországban, Mecklenburg-Elő-Pomeránia tartományban. Lakosainak száma 535 fő (2023. december 31.).

## Fekvése
A Griesen régió északnyugati szélén fekszik, a Sude folyó nyugati partján, amely északról az Elba felé halad nyugati irányban.
Északon Hagenow, északkeleten Kuhstorf, keleten Bresegard Picher mellett, délkeleten Groß Krams, délen Belsch, délnyugaton Lübtheen és északnyugaton Warlitz szomszédos településekkel határos.

## Története
Nevét 1306-ban említették először a Hermann von Brandenburgi márki, valamint Nikolaus és Gunzelin von Schwerin grófok között kötött segélyszerződésben, Rybe lovaggal kapcsolatosan, aki egy 1300 körül a Suden-alföld mocsaraiban, Redefin közelében épített várban lakott. Rybe rablóbáró volt, akitől a hanza kereskedők rettegtek, mivel a Hamburg és Berlin közötti kereskedelmi útvonal áruszállítmányait fosztogatta, miáltal gazdaggá vált. A várat 1311-ben lerombolták, és Rybe elhagyta az országot. 
A lovagi szék Schwerinre eső része Ulrich von Pentz hűbérbirtoka lett, aki Dietrich von Wenksternnel újjáépíttette a várat. Ulrich von Pentz rablóbáró is volt, és új várát 1354-ben a lübecki polgárok feltörték. Felhagyott a rablással, és 1357-ben szövetkezett Albrecht mecklenburgi herceggel. Cserébe 1363-ban Redefin várával lettek megajándékozva. Előzőleg III. Albrecht mecklenburgi herceg 1363. augusztus 14-én Wismarban megvásárolta Heinrich von der Hude-tól a vár lauenburgi felét. 
1363-ban Jabel összes faluja a vár hűbérbirtokához tartozott. Boizenburg várát, városát és földjeit szintén neki zálogosították el. Az akkor szászországi Dömitz várának is ő lett a kapitánya. 1610-ig Ulrich von Pentz leszármazottai maradtak a vár élén. A harmincéves háború során a várat és a kápolnát végül lerombolták és lebontották. Köveit Boizenburgban több ház építéséhez használták fel.
1709-ben a Redefin birtok a hercegi kamarához került, cserébe a Weselin birtokért, a mai Kaarzért.
Redefin állami ménes, lovarda: Az első hercegi ménest 1710-ben hozták létre, amelyből a Mecklenburgi Állami Ménes fejlődött ki. Vollrath Joachim Helmuth von Bülow 1812 és 1820 között Carl Heinrich Wünsch mecklenburgi állami építész tervei alapján klasszicista stílusban, egy felvonulási tér köré építtette az állami ménest. Ebben az időben tizenkét földműves, négy Büdner és egy bérlő halász élt a faluban. A Hamburgból Berlinbe vezető postaút, a mai B 5-ös út megépítésével Redefin főpostát kapott egy lóváltó állomással. Egy tanyai és egy falusi iskola épült 1830-ban és 1845-ben. 1880-ban, amikor Redefinben 10 földműves, 17 Büdner, 21 háziúr, két korsó, egy Chausseehaus, egy Stationsjägerhaus, két iskola, egy központi iskola, egy kovácsműhely, egy szélmalom és egy vízimalom volt, megalakult a helyi önkéntes tűzoltóság. 
1921-ben az iskolákat összevonták, 1923-ban pedig bevezették a villanyáramot a faluban. A lakosság száma az 1935-ös 630-ról 750-re (1941), majd a második világháború befejezése után 1946-ban az összes áttelepülttel együtt 1138-ra nőtt. Az NDK-korszakban Redefin a környező falvak központjává fejlődött a megfelelő infrastruktúrával. A gazdákat erőszakkal kollektivizálták. 1990 után az infrastruktúrát, a falusi templomot és a ménesbirtokot korszerűsítették és felújították.
1990. május 1-jén az egykori Redefin körzet, Groß Krams kivált az önkormányzatból és önállóvá vált.

## Nevezetességek
- Redefin állami ménes, lovarda: Az első hercegi ménest 1710-ben hozták létre, amelyből a Mecklenburgi Állami Ménes fejlődött ki. Vollrath Joachim Helmuth von Bülow 1812 és 1820 között Carl Heinrich Wünsch mecklenburgi állami építész tervei alapján klasszicista stílusban, egy felvonulási tér köré építtette az állami ménest.

## Népesség
A település népességének változása:
| Lakosok száma | 535  | 538  | 540  | 553  | 535  |
|               | 2017 | 2019 | 2021 | 2022 | 2023 |

## Fordítás
- Ez a szócikk részben vagy egészben  a   Redefin című német Wikipédia-szócikk fordításán alapul.  Az eredeti cikk szerkesztőit annak laptörténete sorolja fel. Ez a jelzés csupán a megfogalmazás eredetét és a szerzői jogokat jelzi, nem szolgál a cikkben szereplő információk forrásmegjelöléseként.